# Chamaesphecia hungarica
Chamaesphecia hungarica is een vlinder uit de familie wespvlinders (Sesiidae), onderfamilie Sesiinae.
De wetenschappelijke naam van de soort is voor het eerst geldig gepubliceerd door Tomala in 1901. De soort komt voor in het Palearctisch gebied.